# Symbolika chrześcijańska
Symbolika chrześcijańska – znaki, słowa, obrazy, gesty i czynności stanowiące symbole charakteryzujące chrześcijaństwo.

## Znaki
Najbardziej charakterystycznymi i jednoznacznie określającymi chrześcijaństwo symbolami są znaki graficzne krzyża i ryby. 

Krzyż łaciński
Ichthys

## Słowa

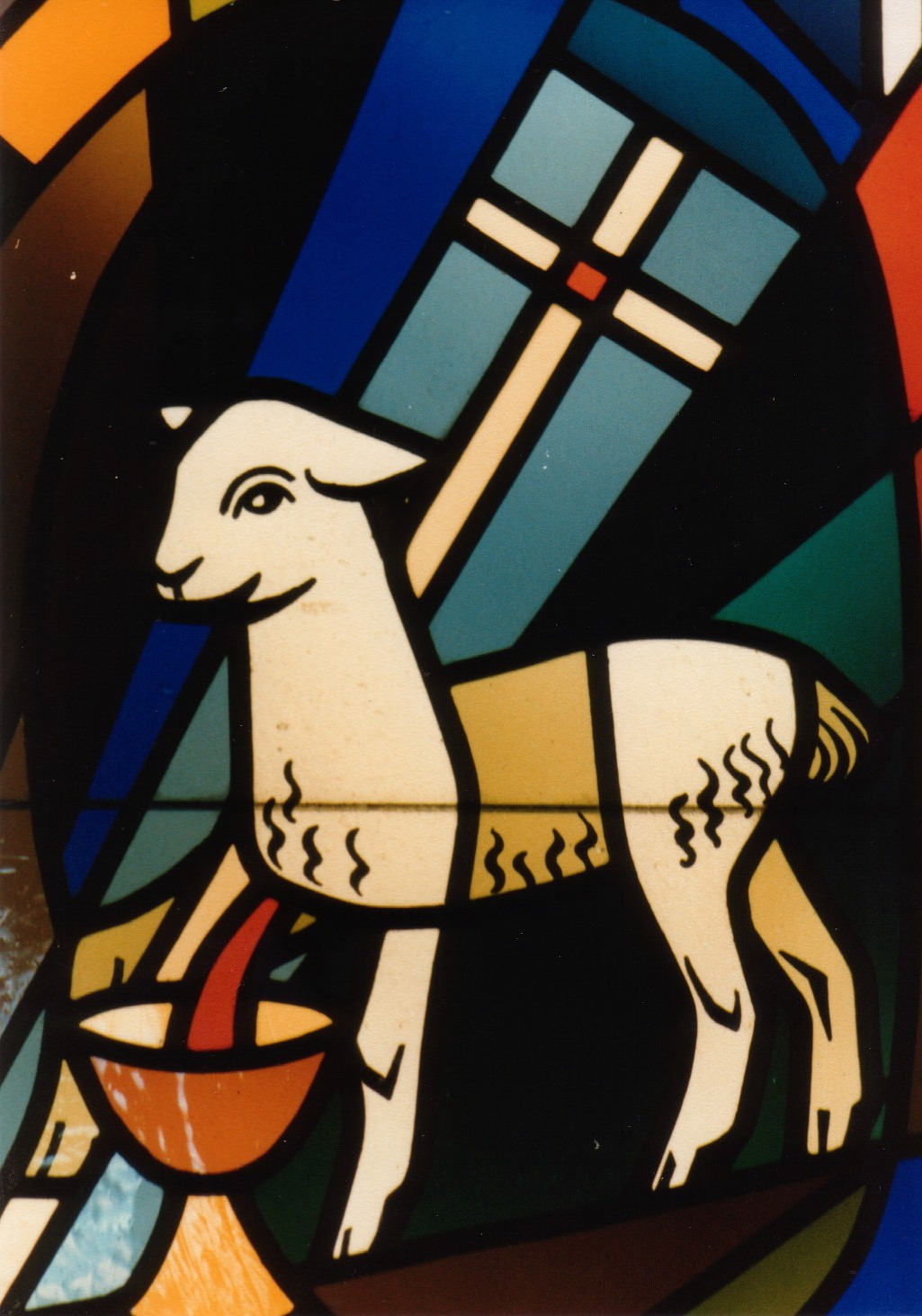
Baranek Boży

Symbolika słów w chrześcijaństwie związana jest z figurami literackimi zawartymi w Biblii np.: Baranek, Owczarnia, Pasterz, Winnica, Rola, Boża budowla, Świątynia, Oblubienica, Amen.
Symbolika słów ma fundamentalne znaczenie w liturgii sakramentów, gdzie stanowi ich nieodłączny znak, np.: Ja Ciebie chrzczę w Imię Ojca, i Syna, i Ducha Świętego. 

## Obrazy

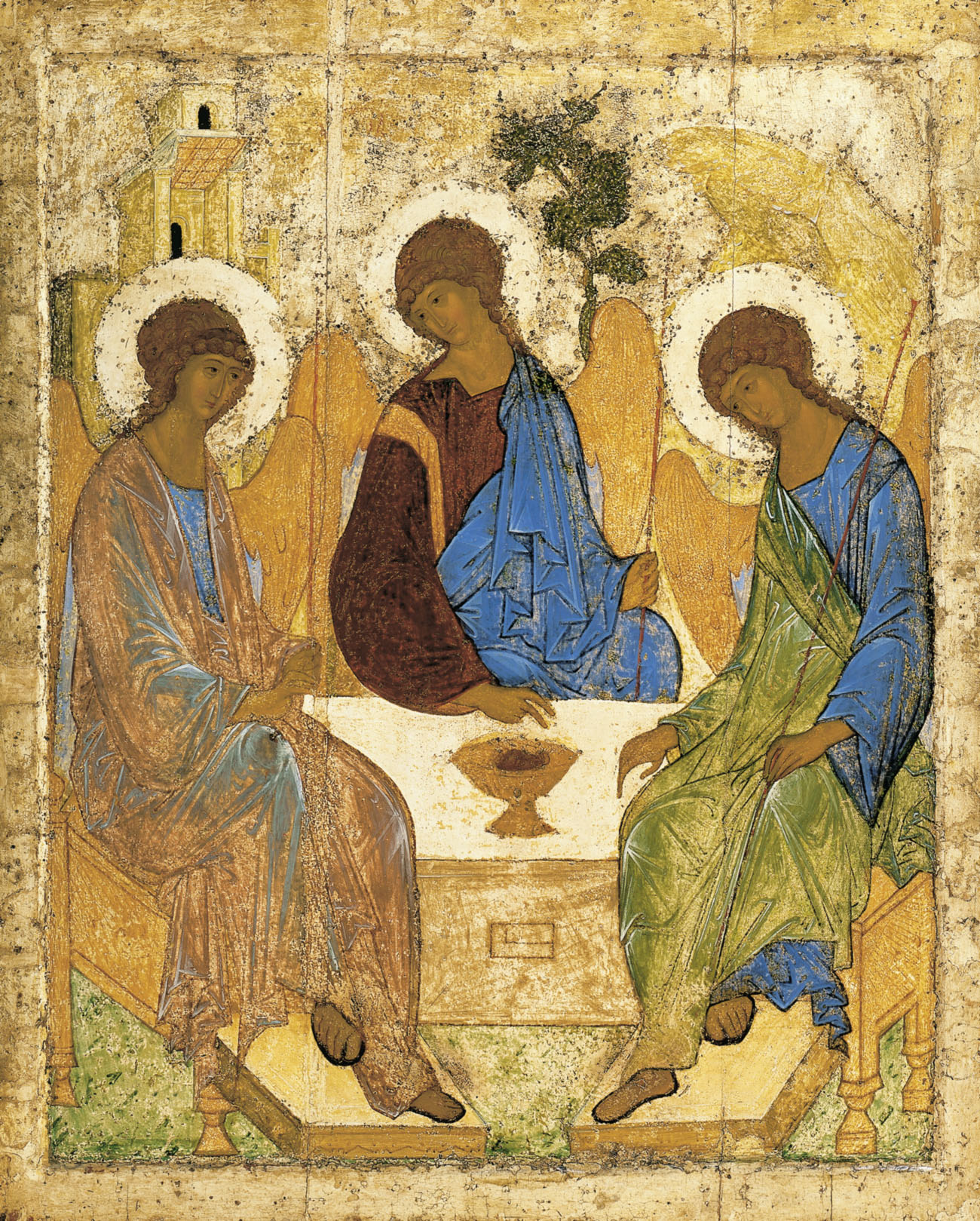
Ikona Rublowa

Ikony mimo pierwotnych sporów (Ikonoklazm) przyjęły się prawie w całym chrześcijaństwie i stanowią powszechną formę uwielbienia Boga, albo zachęty do pogłębienia życia duchowego, albo też wyrażają orędzie ewangeliczne. 

## Gesty i czynności

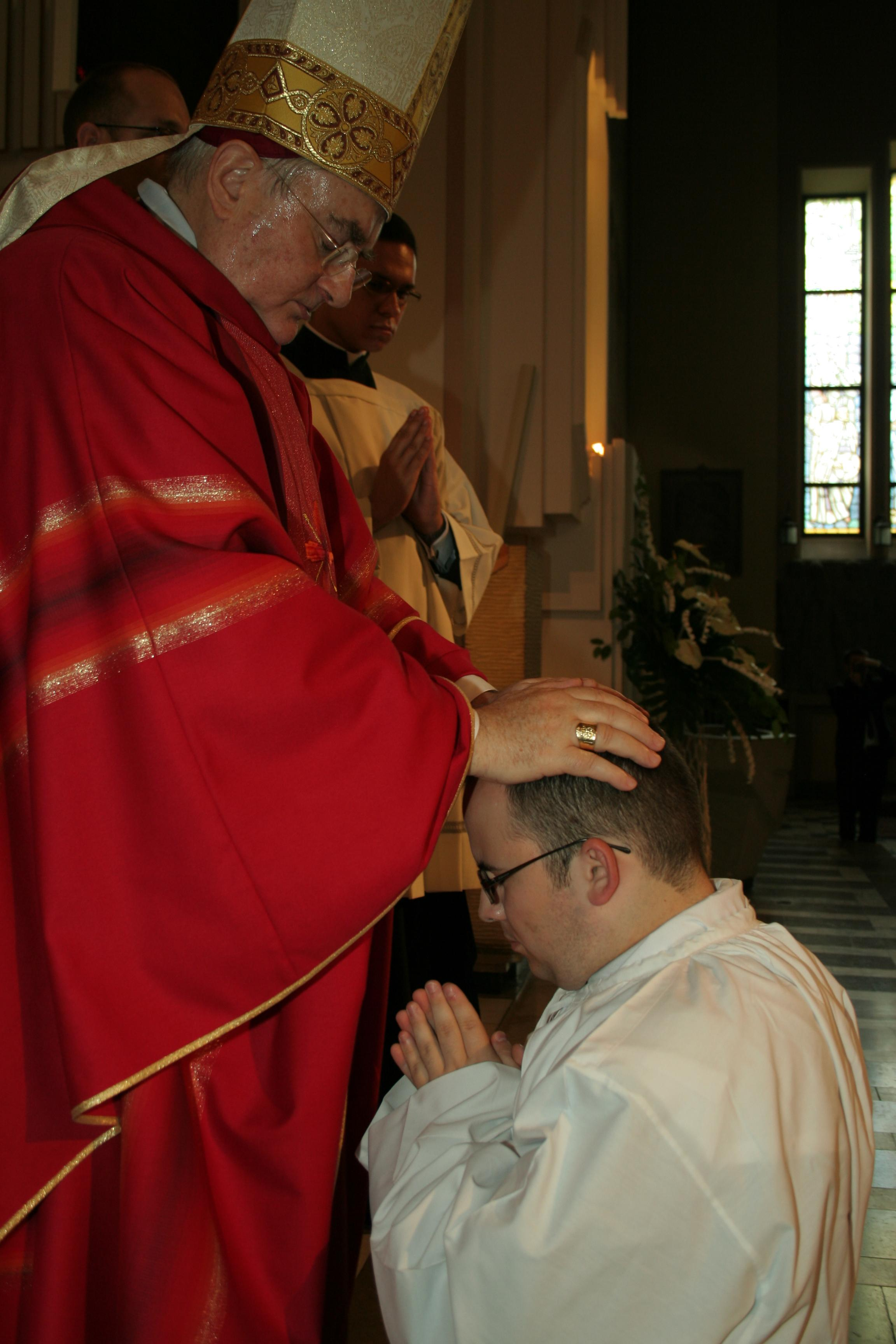
Nałożenie rąk

Mają znaczenie głównie w liturgii, gdzie obok słów stanowią znaki sakramentalne np.: polanie wodą, namaszczenie, nałożenie rąk. Poza gestami sakramentalnymi liturgia posiada wiele innych symbolicznych gestów tj.: uniesione ręce, pozycja klęcząca, okadzenia itp.

## Inne

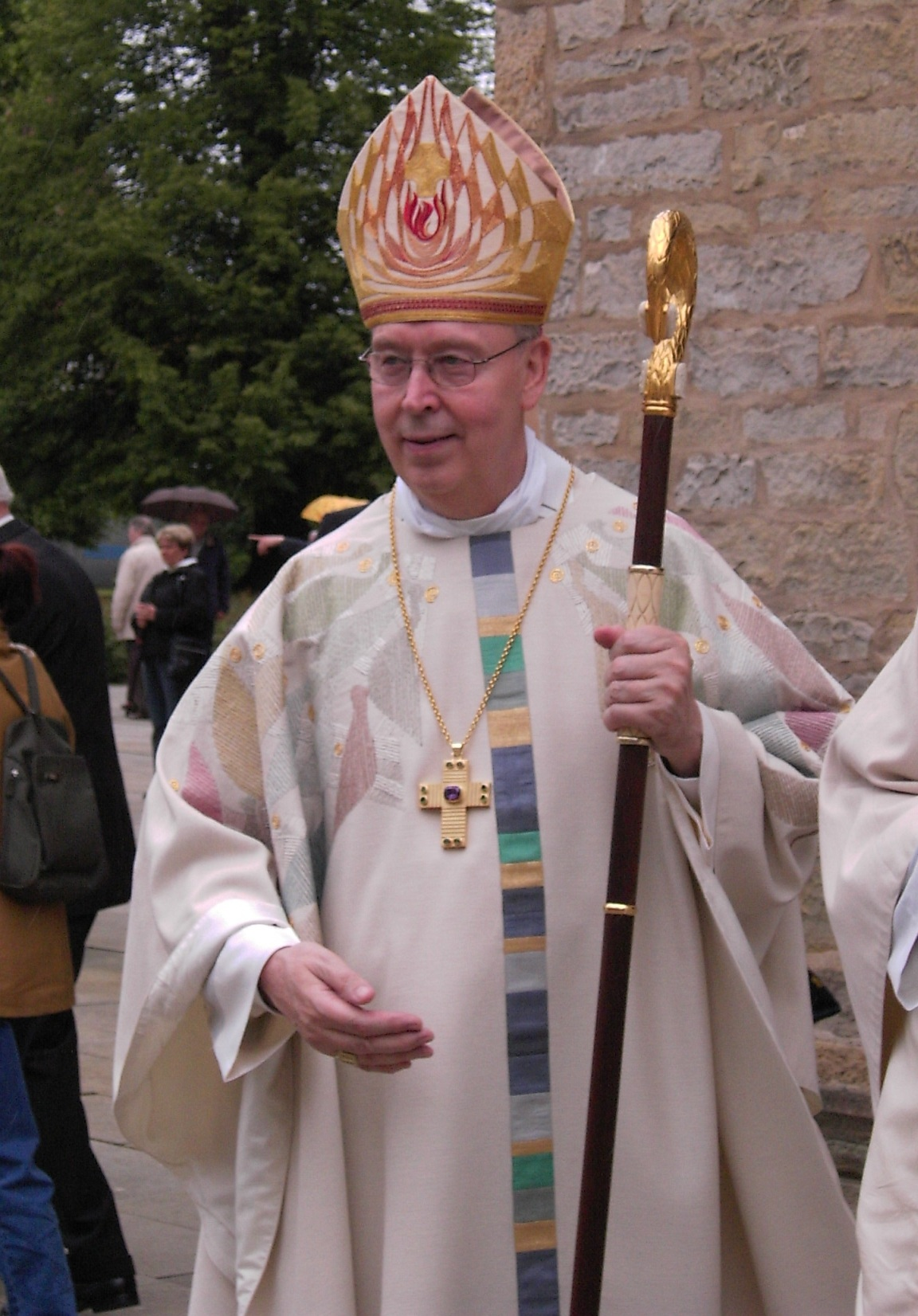
Biskup w stroju liturgicznym

Swoista symbolika chrześcijańska wyrażana jest również w strojach liturgicznych (np.: koloratka, alba, ornat, pastorał, paliusz, habit, kolory liturgiczne itp.)